# 五郎丸駅
五郎丸駅（ごろうまるえき）は、福岡県久留米市宮ノ陣四丁目にある西日本鉄道（西鉄）甘木線の駅である。駅番号はA11。

## 歴史
- 1915年（大正4年）10月15日：三井電気軌道の駅として開業。
- 1924年（大正13年）6月30日：九州鉄道に合併。同社の駅となる。
- 1942年（昭和17年）
  - 9月19日：九州電気軌道に合併。同社の駅となる。
  - 9月22日：九州電気軌道が西日本鉄道に社名変更。
- 1972年（昭和47年）：駅舎改築。
- 2008年（平成20年）5月18日：ICカードnimoca供用開始。
- 2017年（平成29年）2月1日：駅ナンバリングを導入[1]。
- 2021年（令和3年）4月1日：駅集中管理システムの導入に伴い、終日無人化[2][3]。

## 駅構造

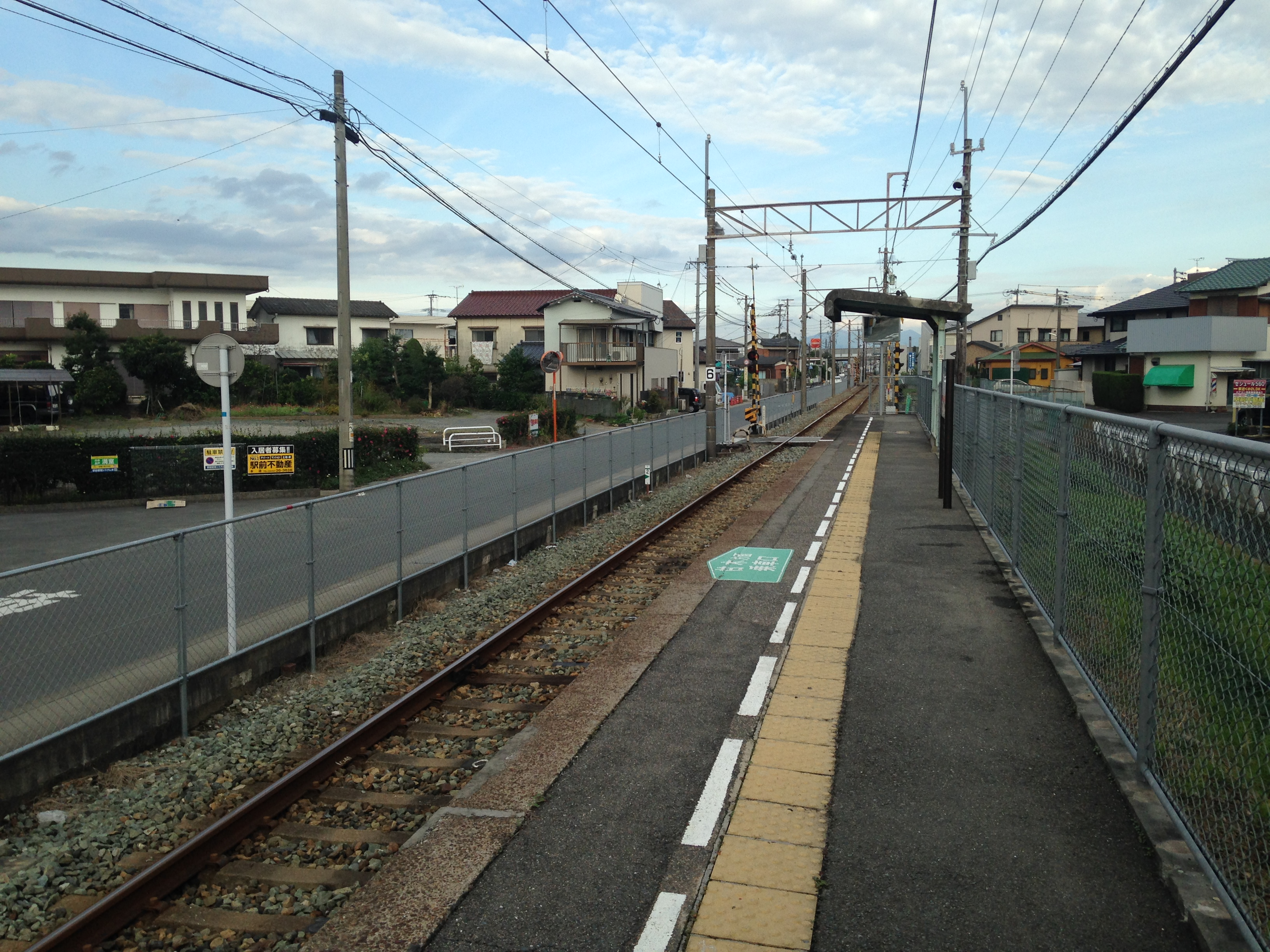
ホーム

単式ホーム1面1線を有する地上駅。簡単な駅舎が置かれている。
| ホーム | 路線        | 方向 | 行先                       | 備考 |
| ------ | ----------- | ---- | -------------------------- | ---- |
| 1      | ■西鉄甘木線 | 下り | 甘木方面                   |      |
| 1      | ■西鉄甘木線 | 上り | 宮の陣・久留米・大牟田方面 |      |

## 利用状況
2024年度の1日平均乗降人員は752人である。各年度の1日平均乗車および乗降人員は下表のとおり。
| 年度               | 1日平均 乗車人員 | 1日平均 乗降人員 |
| ------------------ | ---------------- | ---------------- |
| 2007年             | 285              | 558              |
| 2008年             | 260              | 512              |
| 2009年             | 249              | 495              |
| 2010年             | 241              | 485              |
| 2011年             | 243              | 494              |
| 2012年             |                  | 514              |
| 2013年             | 266              | 547              |
| 2014年             | 252              | 548              |
| 2015年             | 298              | 636              |
| 2016年             | 342              | 717              |
| 2017年             | 353              | 740              |
| 2018年             | 362              | 756              |
| 2019年             | 352              | 753              |
| 2020年             |                  | 650              |
| 2021年             |                  | 661              |
| 2022年             |                  | 754              |
| 2023年（令和05年） |                  | 751              |
| 2024年（令和06年） |                  | 752              |

## 駅周辺
駅の周りは宮の陣と呼ばれる住宅街がある。
- 九州自動車道
- 久留米ビジネスプラザ
- 宮の陣郵便局
- 日本赤十字社九州ブロック血液センター

### バス路線
- 九州自動車道宮の陣バスストップ

## 隣の駅
西日本鉄道
■甘木線
宮の陣駅 (T25) - 五郎丸駅 (A11) - 学校前駅 (A10)

## その他
2015年のラグビーワールドカップで人気となったラグビー日本代表選手・五郎丸歩と同じ名前という理由で、当駅を訪れる観光客が発生したと報じられている。11月下旬には大会期間中よりは減少したものの若干名の観光客の来訪が続いていると報道され、駅窓口で来訪記念として最短150円区間の他に、「ごろうまる」の語呂合わせとなる560円区間の乗車券を購入する観光客もいるという。